# 羽生郵便局
羽生郵便局（はにゅうゆうびんきょく）
- 埼玉県羽生市にある郵便局。本記事にて記述する。
- 茨城県行方市にある郵便局。局番号は06144。
- 福井県福井市にある郵便局。局番号は33040。

羽生郵便局（はにゅうゆうびんきょく）は埼玉県羽生市にある郵便局。民営化前の分類では集配普通郵便局であった。

## 概要
住所：〒348-8799 埼玉県羽生市南1-3-2

## 沿革
- 1872年8月4日（明治5年7月1日） - 羽生郵便取扱所として開設[1]。
- 1875年（明治8年）1月1日 - 羽生郵便局（五等）となる。
- 1885年（明治18年）6月20日 - 貯金取扱を開始。
- 1886年（明治19年）11月16日 - 為替取扱を開始。
- 1897年（明治30年）9月26日 - 羽生郵便電信局となる。
- 1903年（明治36年）4月1日 - 通信官署官制の施行に伴い羽生郵便局となる。
- 1961年（昭和36年）10月20日 - 特定郵便局から普通郵便局に局種別改定[2]。
- 1966年（昭和41年）
  - 2月22日 - 電話交換および和文電報配達業務を、羽生電報電話局に移管。
  - 10月1日 - 東武伊勢崎線を経由する鉄道郵便輸送（東京伊勢崎線）が廃止[3]。専用自動車に転換。
- 1974年（昭和49年）3月18日 - 羽生市中央二丁目から同市南一丁目に移転。
- 1999年（平成11年） - 外国通貨の両替および旅行小切手の売買に関する業務取扱を開始。
- 2007年（平成19年）10月1日 - 民営化に伴い、併設された郵便事業羽生支店に一部業務を移管。
- 2012年（平成24年）10月1日 - 日本郵便株式会社発足に伴い、郵便事業羽生支店を羽生郵便局に統合。

## 取扱内容
- 郵便、印紙、ゆうパック、内容証明
- 貯金、為替、振替、振込、国際送金、外貨両替・トラベラーズチェック、国債、投資信託
- 生命保険、バイク自賠責保険、自動車保険
- ゆうちょ銀行ATM
- 羽生市内の集配業務
- ゆうゆう窓口

## 周辺
- 東武伊勢崎線・秩父鉄道秩父本線 羽生駅
- 羽生市役所
- 羽生警察署
- 羽生市民プラザ
- 羽生市産業文化ホール
- 羽生市立図書館・郷土資料館
- ワークヒルズ羽生（羽生勤労者総合福祉センター）
- 埼玉県立羽生高等学校
- 国道122号

## アクセス
- 羽生駅から徒歩約2分
- あい・あいバス（羽生市福祉バス） 羽生駅東口停留所下車
- 東北自動車道 羽生ICから西へ約4.5km
- 駐車場あり：11台